# Dia Mundial de la Seguretat Alimentària
El Dia Mundial de la Seguretat Alimentària és un dia internacional que es commemora anualment el 7 de juny per tal de cridar l'atenció i inspirar accions que ajudin a prevenir, detectar i gestionar els riscos transmesos pels aliments, contribuint a la seguretat alimentària, la salut humana, la prosperitat econòmica, l'agricultura, l'accés als mercats, el turisme i el desenvolupament sostenible.
L'Organització de les Nacions Unides per a l'Agricultura i l'Alimentació (FAO) i l'Organització Mundial de la Salut (OMS) van ser designades per l'Assemblea General de les Nacions Unides per liderar la sensibilització sobre la seguretat dels aliments a tot el món. El 'Dia Mundial de la Seguretat Alimentària' es va adoptar el 20 de desembre de 2018 per l'Assemblea General de les Nacions Unides mitjançant la resolució A/RES/47/193.